# Sint-Quintinuskerk (Oostkerke)

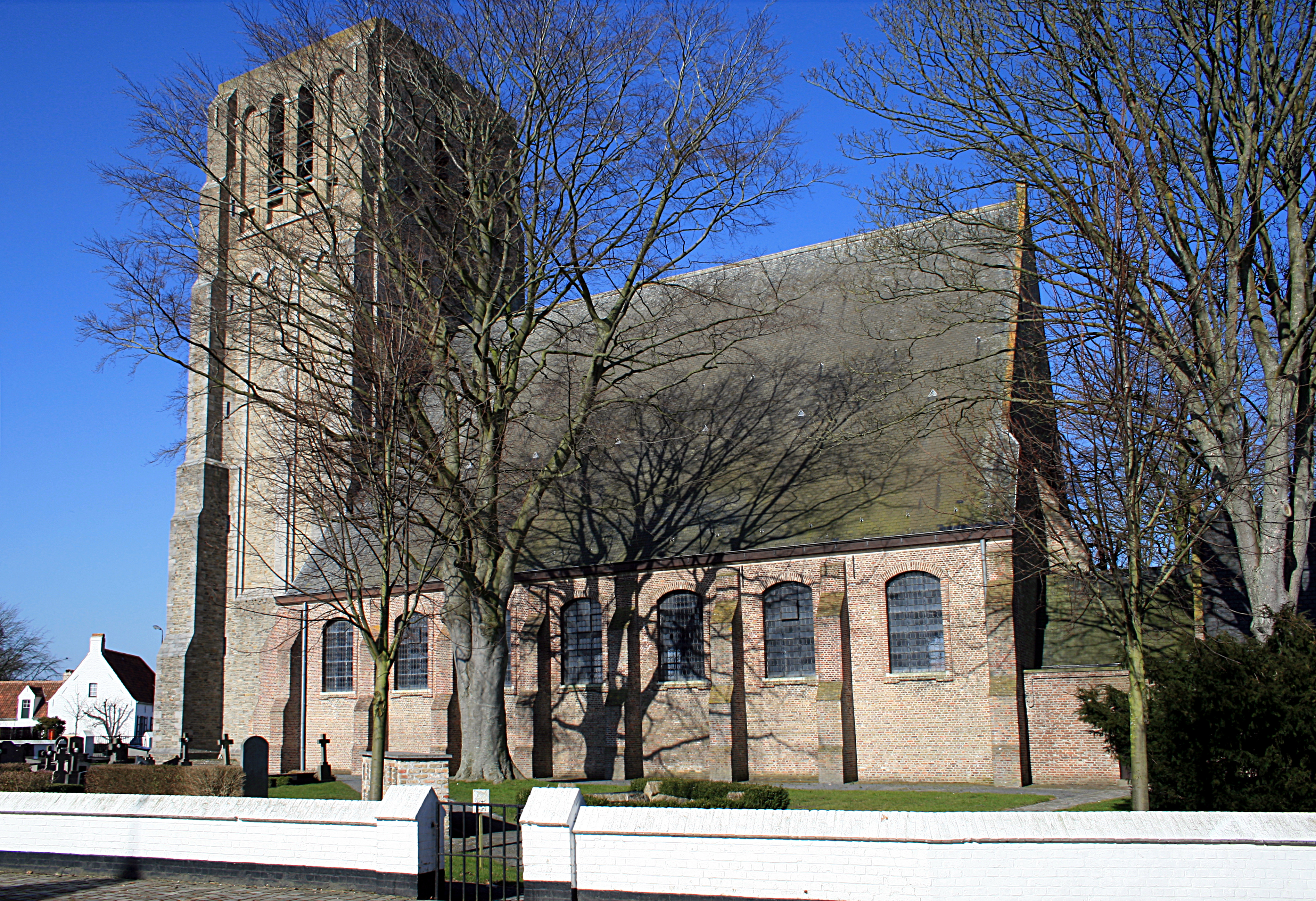
Sint-Quintinuskerk

De Sint-Quintinuskerk (ook: Sint-Kwintenskerk) is de parochiekerk van het tot de West-Vlaamse gemeente Damme behorende dorp Oostkerke, gelegen aan de Sint-Kwintensstraat. De kerk is toegewijd aan de heilige Quintinus.

## Geschiedenis
Volgens een legende zou een kapel zijn gebouwd -nadat bij dit graf wonderen zouden zijn gebeurd- op het graf van Guthago (811-870), een Schotse prins die als geloofsverkondiger in deze streken werkzaam zou zijn geweest. Omstreeks 1100 werd op deze plaats een romaanse kruiskerk gebouwd. In 1159 werd Guthago heilig verklaard en werd de kerk aan hem gewijd. Later werd de kerk gewijd aan Sint-Quintinus, aangezien de parochie onderhorig was aan de Abdij van Mont Saint-Quentin.

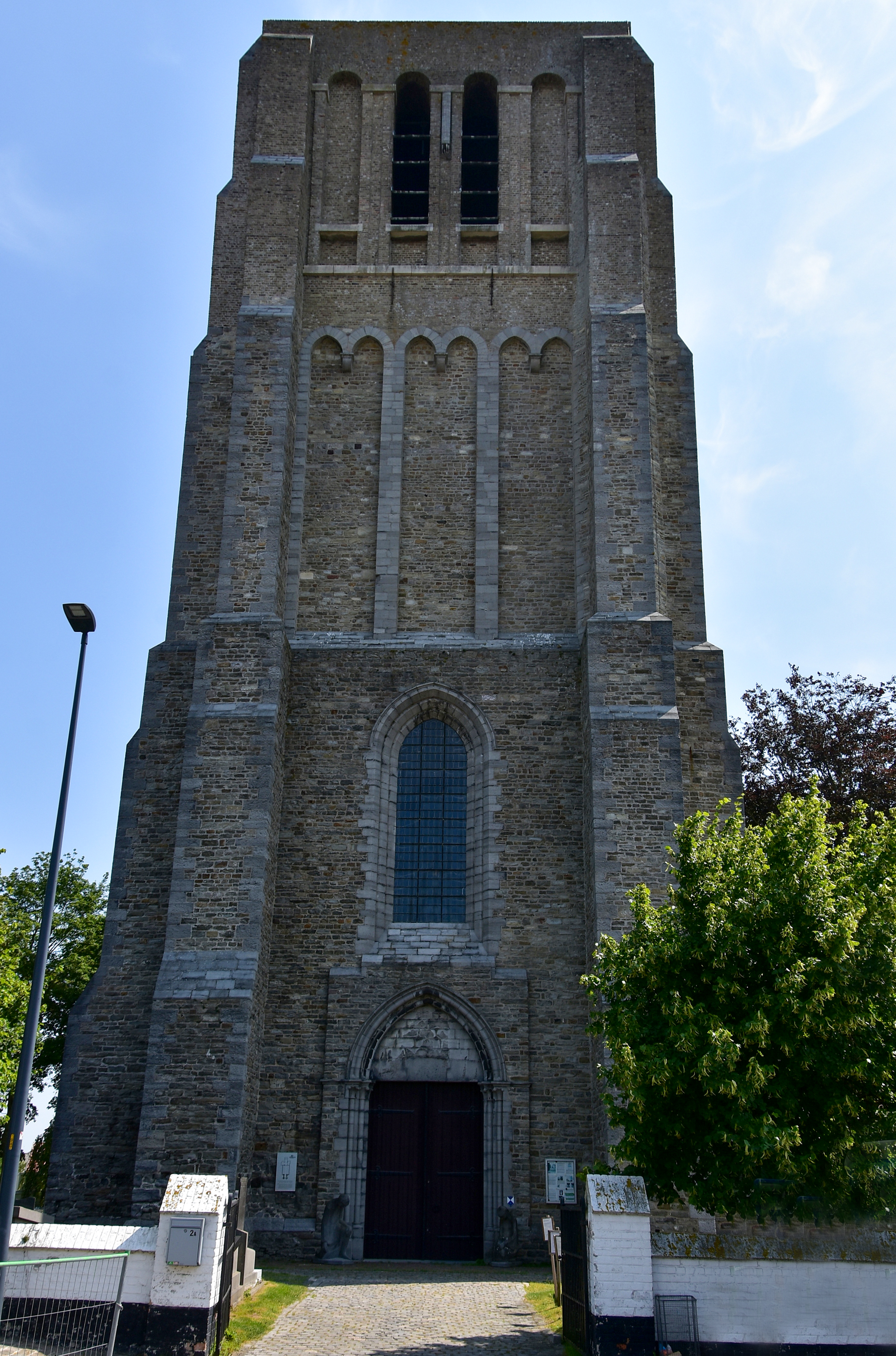
De kerktoren

In de eerste helft van de 12e eeuw werden koor en transept opnieuw gebouwd, nadat ze vermoedelijk door een overstroming beschadigd waren geraakt. In de 13e eeuw werd het romaanse schip door een vroeggotisch driebeukig schip vervangen en werd de zware westtoren gebouwd, die toen nog een spits had. In de 14e en 15e eeuw werd ook het romaanse koor vervangen door drie gotische koren. Het romaans transept bleef bewaard.
De kerk had veel te lijden van de godsdiensttwisten, en van 1579-1586, ten tijde van de Calvinistische republiek van Brugge, was de kerk protestants, waarbij de kunstschatten verloren gingen. Ook oorlogshandelingen tijdens de Tachtigjarige Oorlog leidden tot aanzienlijke schade.
Van 1639-1641 werd de bouwvallige kerk vrijwel helemaal nieuw gebouwd. Van 1650-1651 werd een klokkenverdieping op de toren gebouwd, maar een spits kwam nooit tot stand. In 1771 werd een nieuw gewelf in de middenbeuk aangebracht.
De kerk werd in 1937 geklasseerd als monument, maar op 22 oktober 1944 werd de kerktoren opgeblazen door de zich terugtrekkende bezetter, waarbij ook de kerk werd verwoest. Ook het Van Peteghemorgel uit 1819 ging hierbij verloren. In 1952-1954 werd de kerk in oorspronkelijke stijl herbouwd, onder leiding van Luc Viérin. De kerk is, op enkele muurresten na, vrijwel geheel nieuw opgetrokken. Vrijwel het gehele kerkmeubilair moest eveneens opnieuw worden aangemaakt. In 1985-1986 werd nog een schilderij, voorstellende de heiligen Guthago, Blasius en Quintinus, gerestaureerd. Opgravingen in 1956-1957 legden de fundamenten van de voormalige romaanse kerk bloot. Deze werden in 1989 zichtbaar gemaakt.

## Gebouw
De stompe, vroeggotische, toren heeft zware steunberen en is tekenend in het landschap. De driebeukige kerk is gedekt door een zadeldak en telt zeven traveeën.
Het meubilair is grotendeels van omstreeks 1980, maar enkele stukken hebben de verwoesting overleefd, zoals een gepolychromeerd houten kruisbeeld van 1748.